# Ambulans (film 1961)
Ambulans – czarno-biały polski fabularny film krótkometrażowy (trwa 9 minut) z 1961 roku w reżyserii Janusza Morgensterna ze scenariuszem Tadeusza Łomnickiego i zdjęciami Jerzego Lipmana. Muzykę do filmu stworzył Krzysztof Komeda-Trzciński. Reżyser filmu otrzymał za tę produkcję I nagrodę na Międzynarodowym Festiwalu Filmowym w San Francisco (Stany Zjednoczone). Film ten ma wydźwięk filozoficzny i metaforyczny.

## Opis fabuły
W pierwszych scenach filmu ukazano przemówienie Adolfa Hitlera, jakie wygłosił w Reichstagu. Dotyczyło ono planu wyniszczenia rasy żydowskiej. Następnie słychać marsz Heidi-Heido i widać uciekające kwadraty betonowej szosy. Obraz ten przesłonięty zostaje gwałtownie spalinami rozpędzonego ambulansu. Na wielkim i opustoszałym placu okolonym drutem kolczastym widnieje tylko niewielka grupa żydowskich dzieci z opiekunem (aluzja do Janusza Korczaka), dodającym dzieciom otuchy. Dzieci bawią się, ale nie jest to beztroska - wokół panuje niewola i atmosfera śmierci. Po chwili młodzi Żydzi wchodzą do ambulansu, czemu towarzyszy piosenka żydowska - Lata dziecinne, moje drogie lata dziecinne. Jest to ich ostatnia podróż.

## Obsada
- Zbigniew Józefowicz jako SS-mann
- Bogusław Sochnacki jako strażnik z psem
- Marek Śniatkiewicz jako chłopiec z wiatraczkiem
- Leopold René Nowak jako kierowca ambulansu

## Informacje dodatkowe
- Nazwiska aktorów nie pojawiają się w czołówce filmu.
- Zdjęcia plenerowe zrealizowano na lotnisku Lublinek.